# شوني (بكين)
شونّي (بالصينية المبسطة: 顺义 区؛ بالصينية التقليدية: 順義 區) هي محافظة في الصين تابعة إلى إقليم بكين. يبلغ عدد سكانها 636479 نسمة و ذلك حسب إحصائيات سنة 2000. تبلغ مساحتها 1020 كم².

## معرض صور

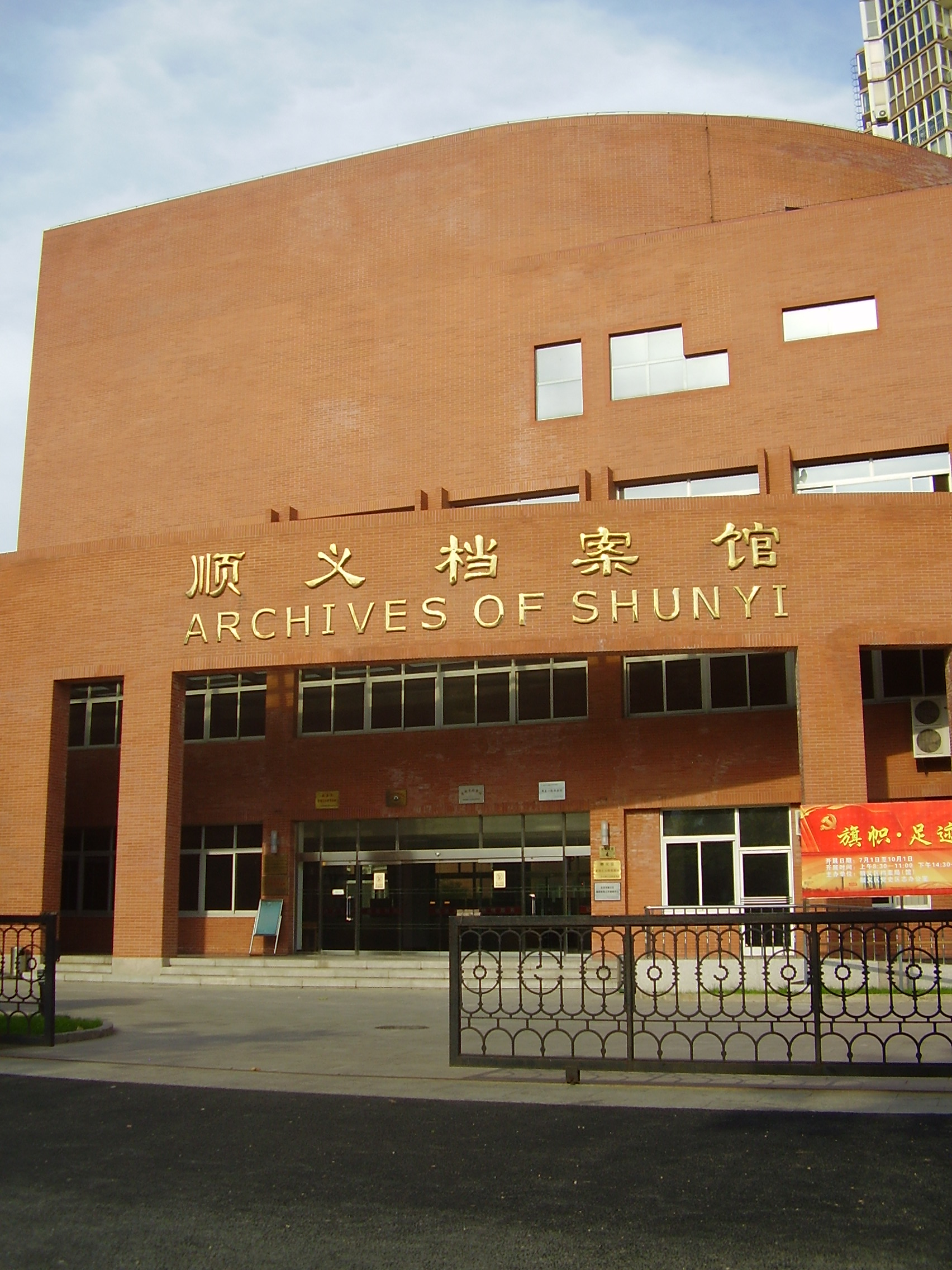
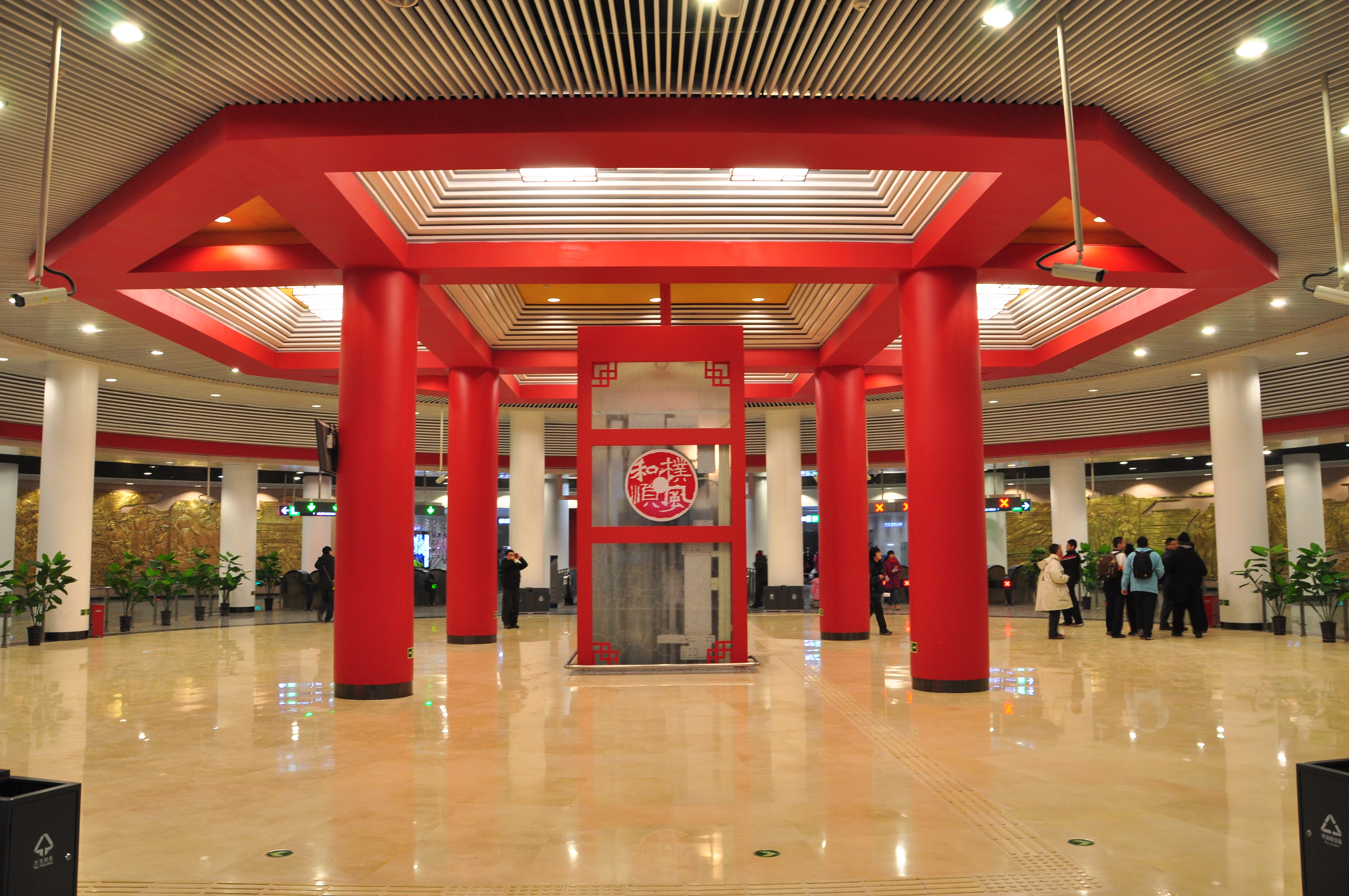
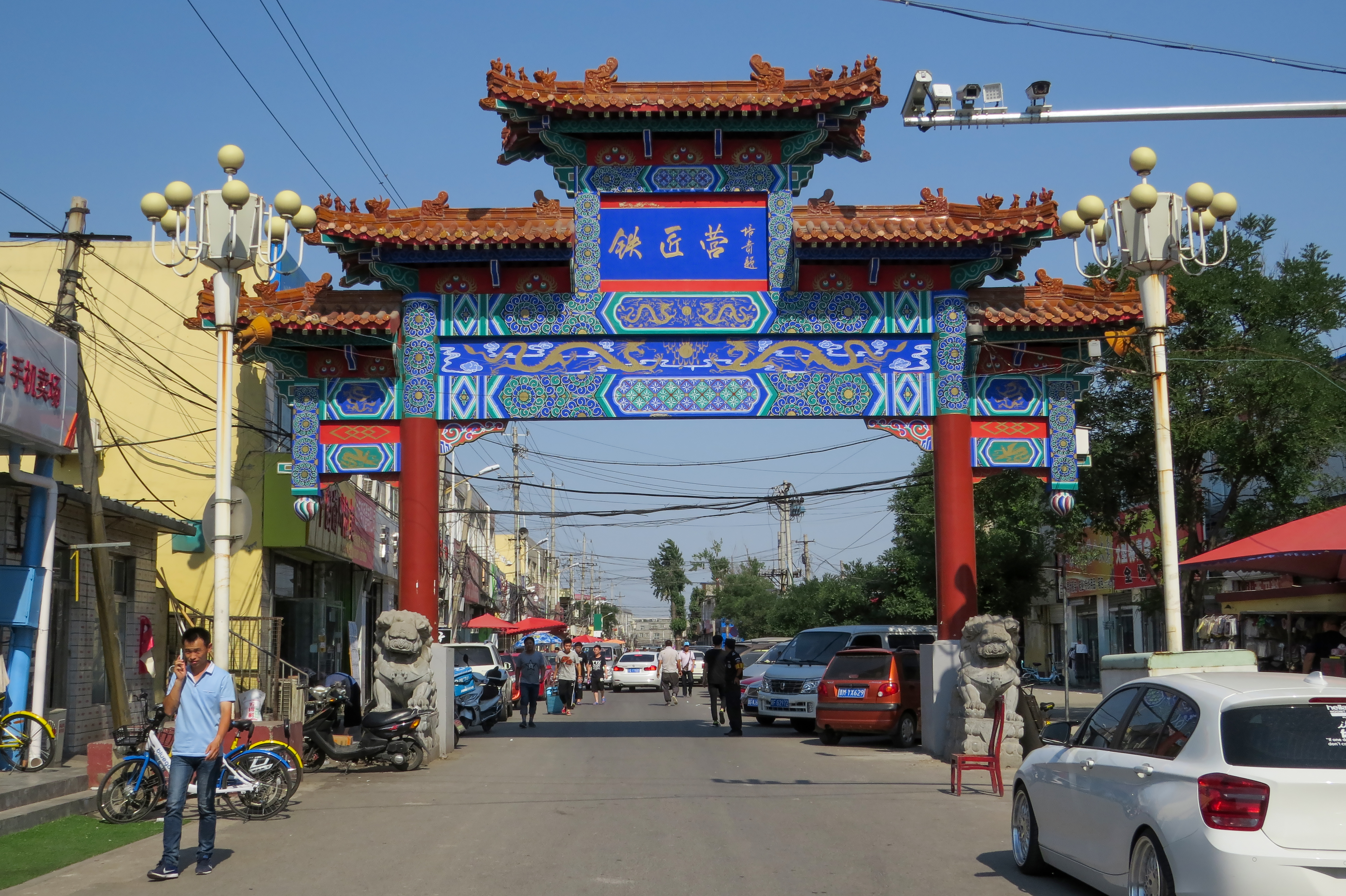
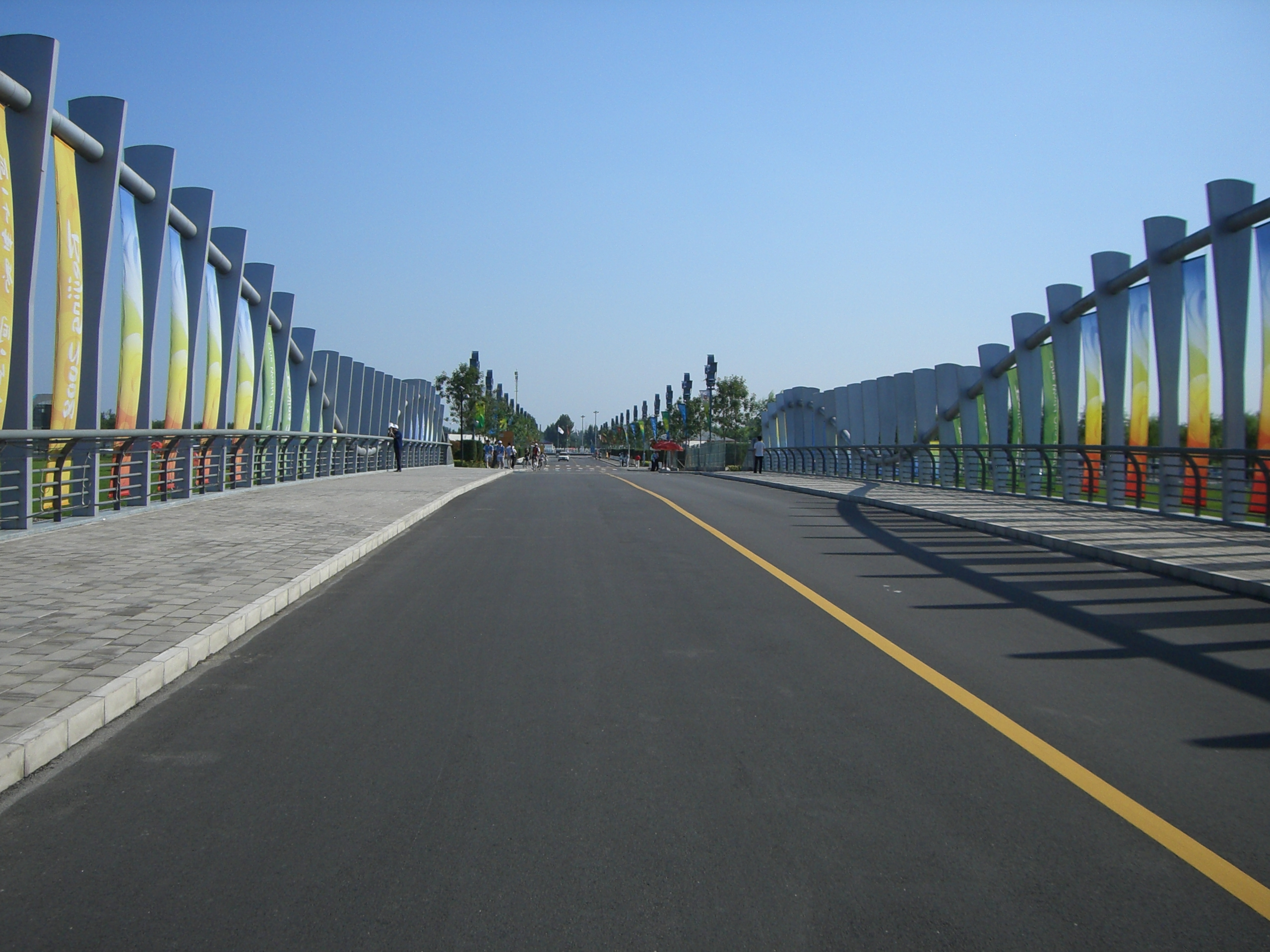
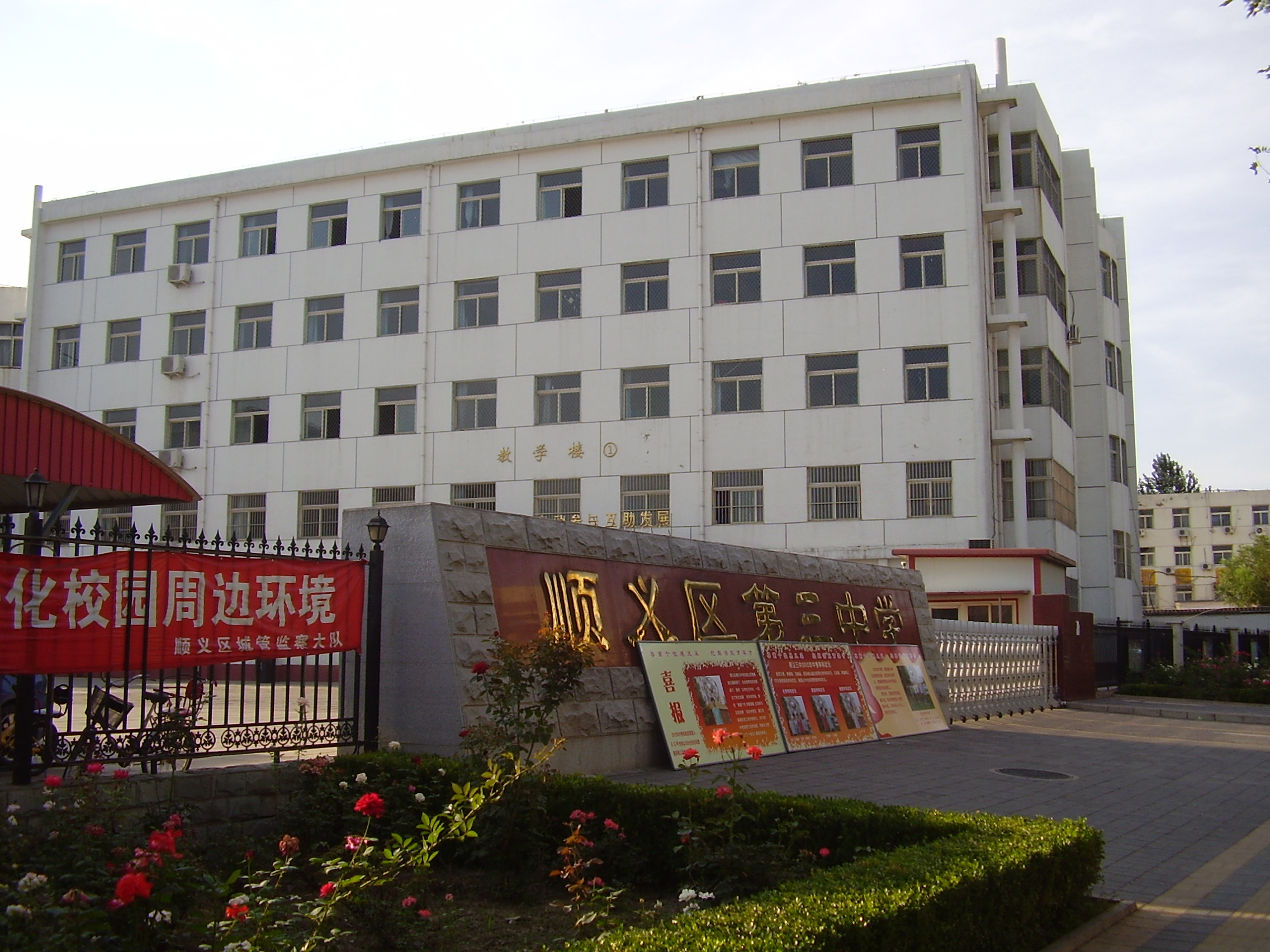

## أعلام
- وانغ لو